# Фортеці Молдавського князівства
У Середні віки в Молдавському князівстві було споруджено мережу фортець, які дозволяли оборонятися від навали ворогів. Деякі фортеці були споруджені ще до утворення Молдавської незалежної держави, інші — молдавськими господарями.
Найбільш відомі фортеці — Білгород-Дністровська фортеця (Четатя Албе), Сороцька та Хотинська на Дністрі, Кілійська на Дунаї, Цецинська, Романська, Сучавська Тронна фортеця та Нямц — усередині країни. Ці фортеці були збудовані з каменю та цегли, їхні руїни збереглися донині, інші фортеці були дерев'яними і не збереглися. Розміри фортець невеликі. Товщина стін — до 5 м. Білгородська та Сучавська фортеці були оточені ровами, наповненими водою.
На території Молдови розташована Бендерська фортеця, побудована турками і частина Дністровської лінії — ряду фортець, споруджених російським урядом наприкінці XVIII століття для захисту нових російських поселень, що виникли там.

## Галерея

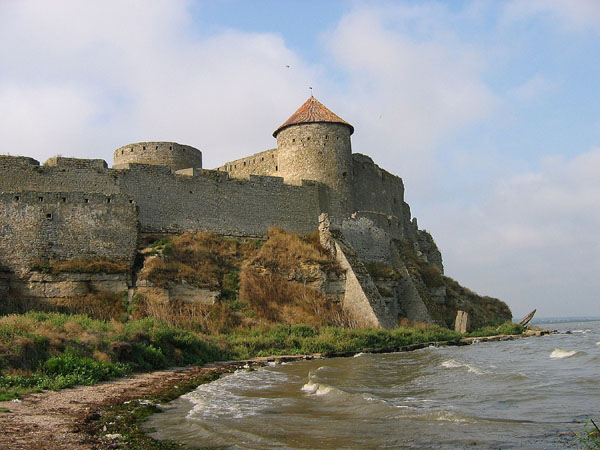
Аккерманська фортеця
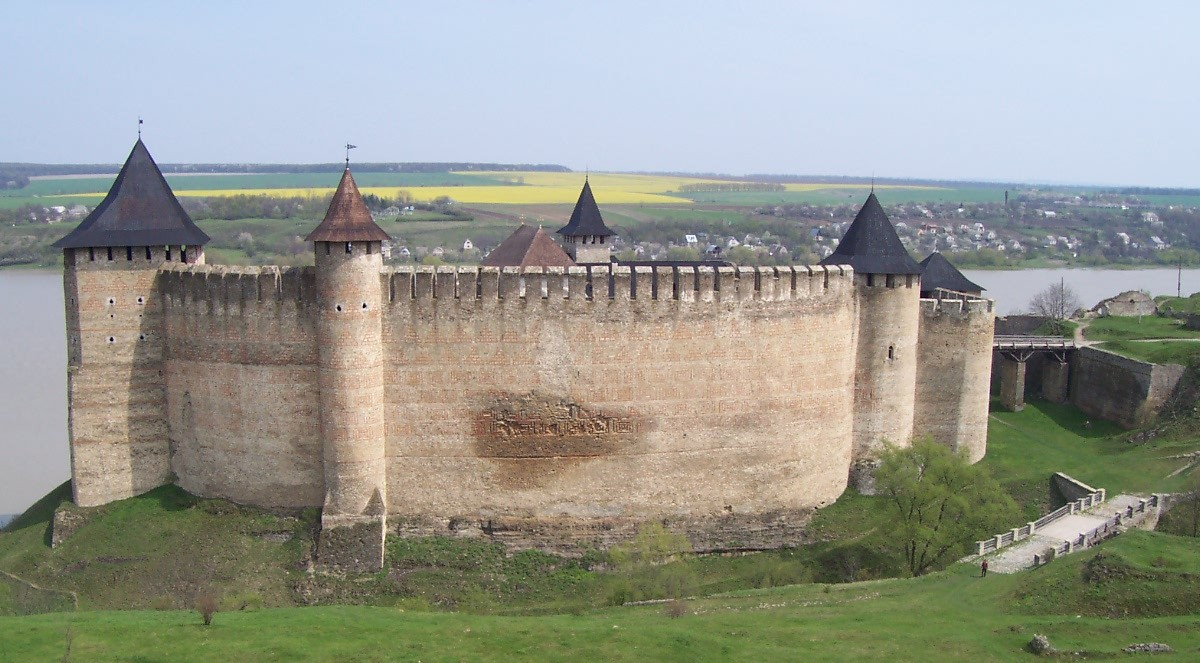
Хотинська фортеця
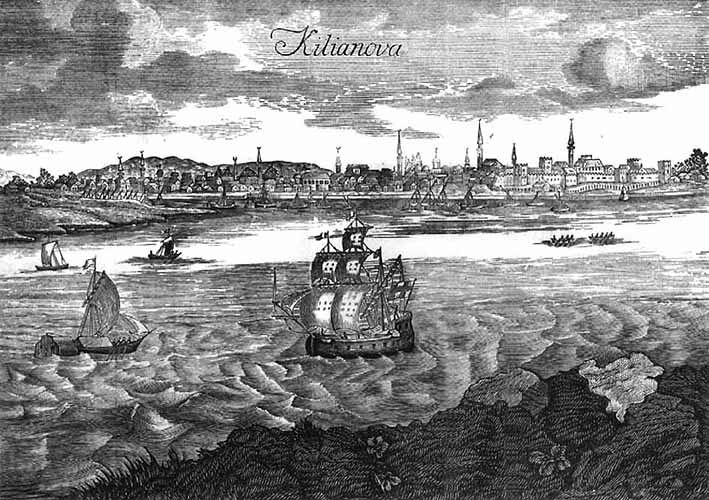
Кілійська фортеця
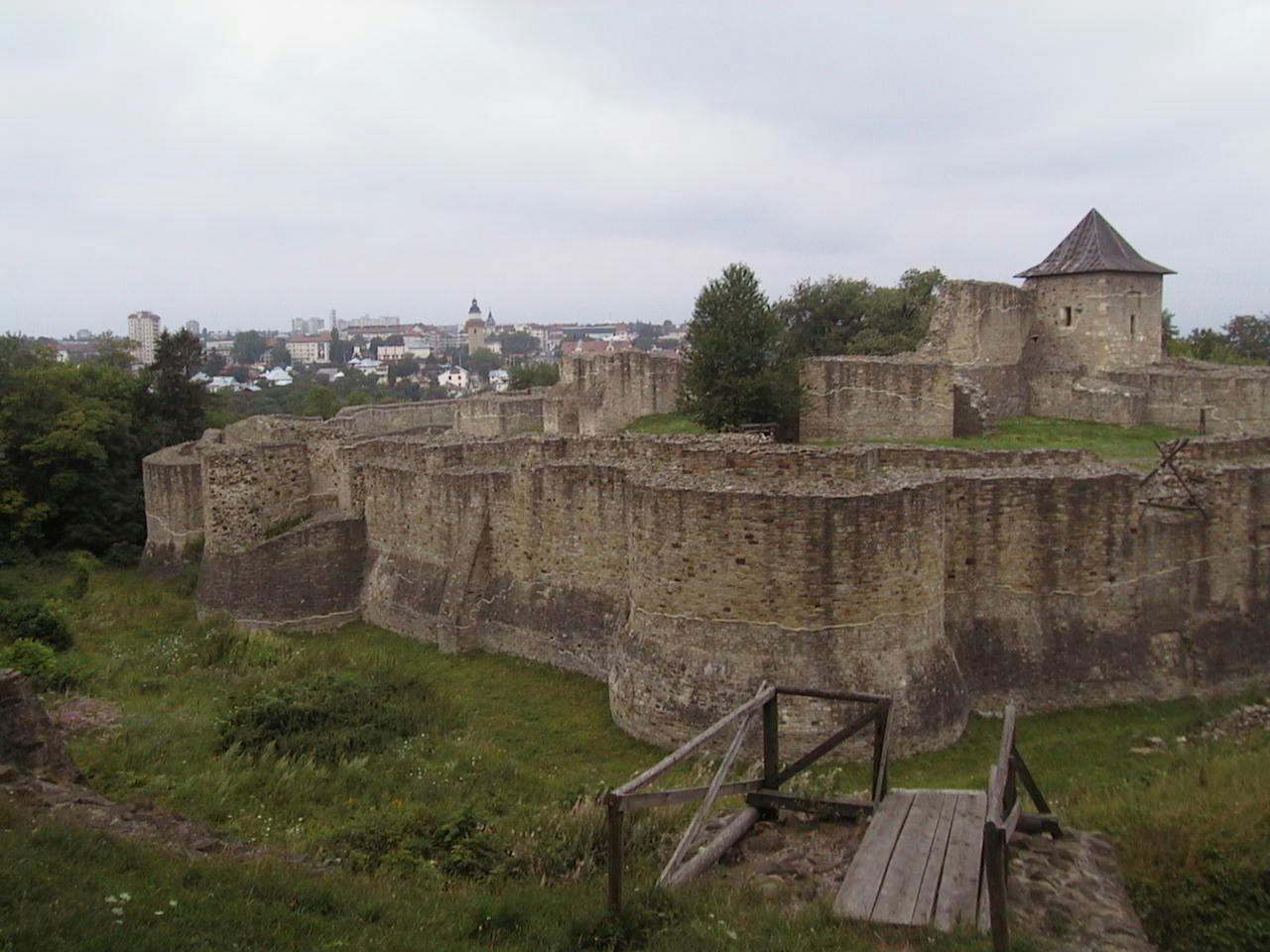
Сучавська тронна фортеця
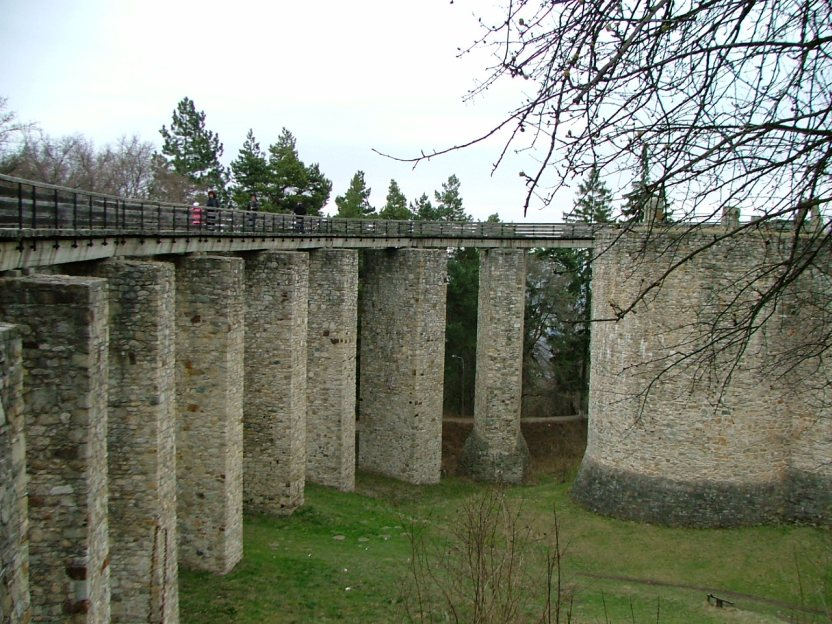
Фортеця Нямц
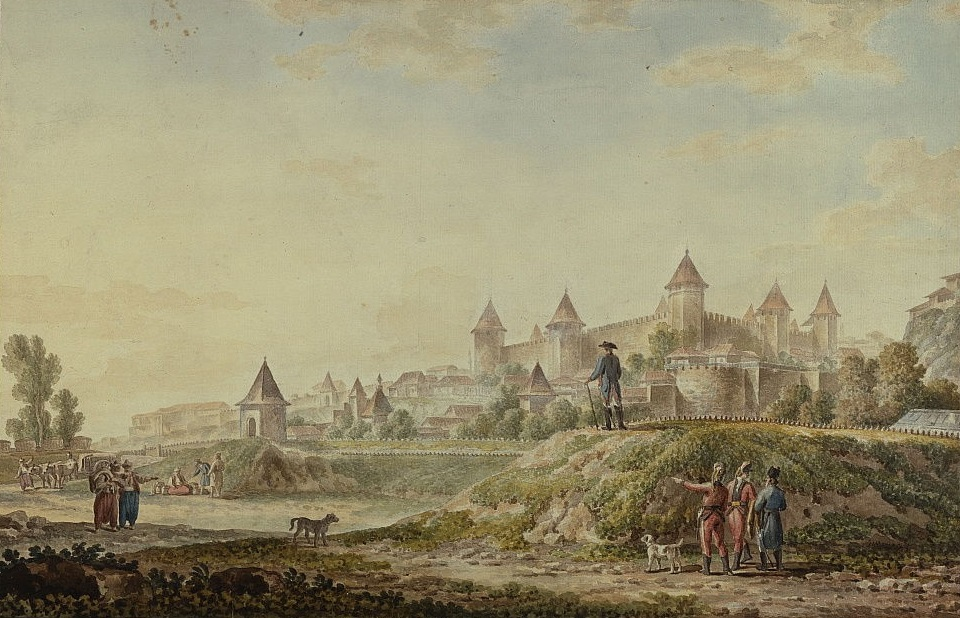
Бендерська фортеця